# Futebol Clube de Alverca
O Futebol Clube de Alverca ou FC Alverca é um clube desportivo português sediado na cidade de Alverca do Ribatejo, nos subúrbios de Lisboa. Tendo sido fundado a uma Sexta-Feira, 1 de Setembro de 1939, dia do início da Segunda Guerra Mundial, tem como suas cores principais azul e vermelho. Tem como equipamento principal camisola azul com lista vertical central vermelha, calções azuis e meias azuis. Já o equipamento secundário é totalmente branco. 
As principais modalidades do clube são o futebol e o hóquei em patins, sendo que em ambas as modalidades os seus jogos são realizados no Complexo Desportivo do FC Alverca que após obras de renovação em 2025, o complexo desportivo de Alverca ficou com a capacidade de 6 900 lugares sentados.
No dia 17 de Fevereiro de 2025, o Jogador e Empresário Vinícius Júnior adquiriu entre 70% e 80% da SAD do clube.

## História
O Futebol Clube de Alverca foi oficialmente fundado em 1 de fevereiro de 1940, após várias tentativas anteriores de criação de clubes desportivos na região. Antes da sua fundação, Alverca já contava com outras equipas, como o Alverca Futebol Clube (fundado em 1922/23) e o Sporting Clube de Alverca (fundado em 1930), ambas encerradas devido à falta de reconhecimento oficial pelas autoridades.
O FC Alverca nasceu da iniciativa de um grupo de jovens e desportistas locais, que desejavam um clube devidamente oficializado. Após diversas reuniões e esforços, o clube foi finalmente reconhecido pelo Governo Civil de Lisboa com o Alvará nº 220 de 1 de fevereiro de 1940.
Inicialmente, a sede do clube foi alugada em 1940, e em 5 de abril de 1942 foi inaugurado o seu primeiro campo de jogos. Com o tempo, além do futebol, o FC Alverca expandiu-se para outras modalidades, como ténis de mesa, campismo, ginástica e tiro com arco.
O clube começou a competir oficialmente em 1942, inicialmente na Associação de Futebol de Santarém, e posteriormente na Associação de Futebol de Lisboa. Ao longo das décadas, o FC Alverca conquistou vários títulos regionais e nacionais, com destaque para a subida à Primeira Liga em 1998, onde permaneceu até 2002, retornando em 2003/04 para mais uma temporada na elite do futebol português.
Além do futebol sénior, o clube sempre apostou na formação. O maior destaque foi a conquista do título de Campeão Nacional de Juniores em 2001/02. Mais recentemente, o clube tem investido no futebol feminino, bem como no desenvolvimento das camadas jovens, com várias equipas nos campeonatos nacionais.
Desde 2018/19, o FC Alverca tem participado no Campeonato de Portugal e, a partir de 2021/22, passou a integrar a Liga 3. Com um projeto ambicioso e um crescimento sustentado, o clube conseguiu alcançar um dos seus grandes objetivos ao garantir a subida à Segunda Liga para a temporada 2024/25, conquistando assim o seu primeiro título nos nacionais, e na época seguinte, o clube ribatejano conseguiu voltar a subir de divisão, voltando à Primeira Liga 21 anos depois, após uma vitória sobre o Portimonense.

## Histórico no Futebol
|                                | Nº Presenças | Títulos     |
| ------------------------------ | ------------ | ----------- |
| 1.ª Liga                       | 6            |             |
| 2.ª Liga                       | 6            |             |
| 2.ª B / Campeonato de Portugal | 10           |             |
| Liga 3                         | 12           | 1 (2023-24) |
| Taça de Portugal               | 32           |             |
| Taça da Liga                   | 0            |             |

- 1939-1951 | (...) | (...)
- 1951-1952 | Campeonato Distrital da II Divisão de Lisboa | 1º lugar (promovido)
- 1952-1953 | Campeonato Distrital da I Divisão de Lisboa | 7º lugar (despromovido)
- 1953-1954 | Campeonato Distrital da II Divisão de Lisboa | ?º lugar
- 1954-1955 | Campeonato Distrital da II Divisão de Lisboa | 1º lugar (promovido)
- 1955-1956 | Campeonato Distrital da I Divisão de Lisboa | 7º lugar
- 1956-1957 | Campeonato Distrital da I Divisão de Lisboa | 10º lugar (venceu play-off de despromoção para o Povoense)
- 1957-1958 | Campeonato Distrital da I Divisão de Lisboa | 9º lugar
- 1958-1959 | Campeonato Distrital da I Divisão de Lisboa | 10º lugar
- 1959-1960 | Campeonato Distrital da I Divisão de Lisboa | 7º lugar
- 1960-1961 | Campeonato Distrital da I Divisão de Lisboa | 10º lugar (despromovido)
- 1961-1964 | Campeonato Distrital da II Divisão de Lisboa | ?º lugar
- 1964-1965 | Campeonato Distrital da II Divisão de Lisboa | 1-3º lugar (promovido)
- 1965-1966 | Campeonato Distrital da I Divisão de Lisboa | 4º lugar
- 1966-1967 | Campeonato Distrital da I Divisão de Lisboa | 14º lugar (despromovido)
- 1967-1968 | Campeonato Distrital da II Divisão de Lisboa | 1-4º lugar (promovido)
- 1968-1969 | Campeonato Distrital da I Divisão de Lisboa | 11º lugar
- 1969-1970 | Campeonato Distrital da I Divisão de Lisboa | 10º lugar
- 1970-1971 | Campeonato Distrital da I Divisão de Lisboa | 1º lugar (promovido)
- 1971-1972 | 3ª Divisão - Grupo 3 | 7º lugar
- 1972-1973 | 3ª Divisão - Grupo 3 | 10º lugar
- 1973-1974 | 3ª Divisão - Grupo 3 | 10º lugar
- 1974-1975 | 3ª Divisão - Grupo 3 | 7º lugar
- 1975-1976 | 3ª Divisão - Grupo 3 | 9º lugar
- 1976-1977 | 3ª Divisão - Grupo 5 | 3º lugar
- 1977-1978 | 3ª Divisão - Grupo 5 | 10º lugar
- 1978-1979 | 3ª Divisão - Grupo 5 | 10º lugar
- 1979-1980 | 3ª Divisão - Grupo 5 | 6º lugar
- 1980-1981 | 3ª Divisão - Grupo 5 | 16º lugar (despromovido)
- 1981-1982 | Campeonato Distrital da I Divisão de Lisboa | 4º lugar
- 1982-1983 | Campeonato Distrital da I Divisão de Lisboa - Grupo A | 2º lugar
- 1983-1984 | Campeonato Distrital da I Divisão de Lisboa - Grupo A | 5º lugar
- 1984-1985 | Campeonato Distrital da I Divisão de Lisboa - Grupo A | 2º lugar
- 1985-1986 | Campeonato Distrital da I Divisão de Lisboa - Grupo A | 6º lugar
- 1986-1987 | Campeonato Distrital da I Divisão de Lisboa - Grupo A | 2º lugar (promovido)
- 1987-1988 | 3ª Divisão - Grupo 5 | 2º lugar (promovido)
- 1988-1989 | 2ª Divisão B - Grupo Sul | 8º lugar
- 1989-1990 | 2ª Divisão B - Grupo Sul | 9º lugar
- 1990-1991 | 2ª Divisão B - Grupo Sul | 9º lugar
- 1991-1992 | 2ª Divisão B - Grupo Sul | 7º lugar
- 1992-1993 | 2ª Divisão B - Grupo Sul | 5º lugar
- 1993-1994 | 2ª Divisão B - Grupo Sul | 3º lugar
- 1994-1995 | 2ª Divisão B - Grupo Sul | 1º lugar (promovido)
- 1995-1996 | Liga de Honra | 13º lugar
- 1996-1997 | Liga de Honra | 15º lugar
- 1997-1998 | Liga de Honra | 3º lugar (promovido)
- 1998-1999 | Primeira Liga | 15º lugar
- 1999-2000 | Primeira Liga | 11º lugar (melhor classificação)
- 2000-2001 | Primeira Liga | 12º lugar
- 2001-2002 | Primeira Liga | 18º lugar (despromovido)
- 2002-2003 | Segunda Liga | 2.º lugar (promovido)
- 2003-2004 | Primeira Liga | 16º lugar (despromovido)
- 2004-2005 | Segunda Liga | 13º lugar
- 2005-2006 | SECÇÃO EXTINTA
- 2006-2007 | Campeonato Distrital da II Divisão de Lisboa, Série 3 | 5º lugar
- 2007-2008 | Campeonato Distrital da II Divisão de Lisboa, Série 2 | 1º lugar (promovido)
- 2008-2009 | Campeonato Distrital da I Divisão de Lisboa, Série 1 | 3º lugar
- 2009-2010 | Campeonato Distrital da I Divisão de Lisboa, Série 1 | 3º lugar
- 2010-2011 | Campeonato Distrital da I Divisão de Lisboa, Série 1 | 1º lugar (promovido à Divisão de Honra AFL) - Vencedor da Taça AFL "Centenário"
- 2011-2012 | Divisão de Honra da AF Lisboa | 3º lugar - Vencedor da Supertaça AFL "Centenário"
- 2012-2013 | Divisão de Honra da AF Lisboa | 7º lugar
- 2013-2014 | Campeonato Pró-Nacional da AF Lisboa | 7° lugar
- 2014-2015 | Campeonato Pró-Nacional da AF Lisboa | 8° lugar
- 2015-2016 | Campeonato Pró-Nacional da AF Lisboa | 3° lugar
- 2016-2017 | Campeonato Pró-Nacional da AF Lisboa | 4º lugar
- 2017-2018 | Campeonato Pró-Nacional da AF Lisboa | 1º lugar (promovido ao Campeonato de Portugal)
- 2018-2019 | Campeonato de Portugal - Série D | 5° lugar
- 2019-2020 | Campeonato de Portugal - Série D | 3° lugar
- 2020-2021 | Campeonato de Portugal - Série D | 2º lugar / Campeonato de Portugal (Fase de Subida Liga 3) - Série 6 | 1º lugar
- 2021-2022 | Liga 3 - Série B | 2º lugar / Liga 3 (Fase de Subida) - Série 1 | 2º lugar (perdeu play-off de promoção para o Covilhã)
- 2022-2023 | Liga 3 - Série B | 3º lugar / Liga 3 (Fase de Subida) - Série 1 | 3º lugar
- 2023-2024 | Liga 3 - Série B | 3º lugar / Liga 3 (Apuramento de Campeão) | 1º lugar (promovido a Segunda Liga)
- 2024-2025 | Segunda Liga | 2° lugar (promovido a Primeira Liga)

## Feitos históricos no Futebol
- O FC Alverca torna-se pela primeira vez Campeão Nacional da Liga 3
- O FC Alverca torna-se a primeira equipa a subir da Liga 3 até a 1.ª consecutivamente, e a sétima equipa a subir duas divisões seguidas.
- O FC Alverca foi Campeão Nacional de Juniores por uma vez, sendo esse o título mais importante no seu palmarés.
- O FC Alverca tem 5 participações no escalão maior do futebol português, tendo como melhor classificação, um 11.º lugar em 1999/00.
- Encontrando-se no Campeonato de Portugal - Série D, a uma Quinta-Feira, 17 de Outubro de 2019, conseguiu derrotar em casa por 2-0 e eliminar na 3.ª Eliminatória da Taça de Portugal em 2019/20 o Sporting Clube de Portugal da Primeira Liga, detentor do troféu, algo que nunca lhe havia sucedido logo no primeiro jogo em que entrou na prova e que já lhe não sucedia frente a uma equipa da então III Divisão do Campeonato Nacional de Portugal desde a derrota deste em casa por 1-2 pelo Tirsense a um Domingo, 17 de Abril de 1949.
- Maior goleada obtida em casa, na taça de Portugal (13-0, Gavionenses em 2023/24)
- Maior goleada obtida fora (5-0, Académica em 1998/99)
- Maior goleada sofrida em casa (1-5, FC Porto em 1998/99)
- Maior goleada sofrida fora (0-6, Vitória SC em 2000/01)
- Eliminaram o Sporting na Taça de Portugal de 2019/20.

## Treinadores da equipa de Futebol
- 1939- : (...)
- -1997 : (...)
- 1997-2000 :  António Veloso
- 2000-2001 :  Jesualdo Ferreira
- 2002-2004 :  José Couceiro
- 2004-2005 :  José Lima
- 2005-2006 : Futebol Sénior extinto
- 2006-2010 :  José Mourinho
- 2010-2011 :  Paulo Gomes
- 2011-2011 :  Ricardo Monsanto
- 2011-2013 :  Nuno Lopes
- 2013-2015 :  Paulo Eira
- 2015-2016 :  Tiago Zorro
- 2016-2019 :  António Trindade (Topê)
- 2019 :  Vasco Matos
- 2020-2021 :  Alexandre Santos
- 2021 :  Toni Pereira
- 2021-2023 :  Argel Fuchs
- 2023-2024 :  João Pereira
- 2024-2024:  José Pedro
- 2024-2025: Vasco Botelho
- 2025-2026:  Custódio Castro

## Histórico no Hóquei em Patins
- 2005-2006 | 2.ª Divisão Nacional - Sul B | 3.° lugar
- 2006-2007 | 3.ª Divisão Nacional - Série C | 8.° lugar
- 2007-2016 | SECÇÃO EXTINTA
- 2016-2017 | 3.ª Divisão Nacional - Série C | 2.º lugar
- 2017-2018 | 3.ª Divisão Nacional - Série C | 3.º lugar
- 2018-2019 | 3.ª Divisão Nacional - Série C | 1.° lugar
- 2019-2020 | 2.ª Divisão Nacional - Sul | (...)

## Infraestruturas e Adeptos
Realiza os seus jogos de futebol no Complexo Desportivo do FC Alverca, um estádio com capacidade para 6 900 espectadores sentados e com um relvado natural. Os jogos de hóquei em patins são realizados no pavilhão existente no complexo desportivo. Este pavilhão tem capacidade para cerca de 400 pessoas, e cumpre as normas da WSEurope para a realização de jogos internacionais. 
Possui também um Centro de formação, recentemente concluída a primeira fase da sua construção, com um campo de Futebol de 5, outro de Futebol de 7 ou de 9 e dois campos de Futebol de 11.
O Alverca já teve vários grupos de apoio ao clube - Juventude Alverquense; Alverca Bulls, Alverca Blue Red Boys. Atualmente existem duas claques os Ultras 2615 e a Turma Ribatejana. Também o ex-presidente do Sport Lisboa e Benfica, Luís Filipe Vieira, foi inicialmente presidente do Alverca.